# Żylak liliowy

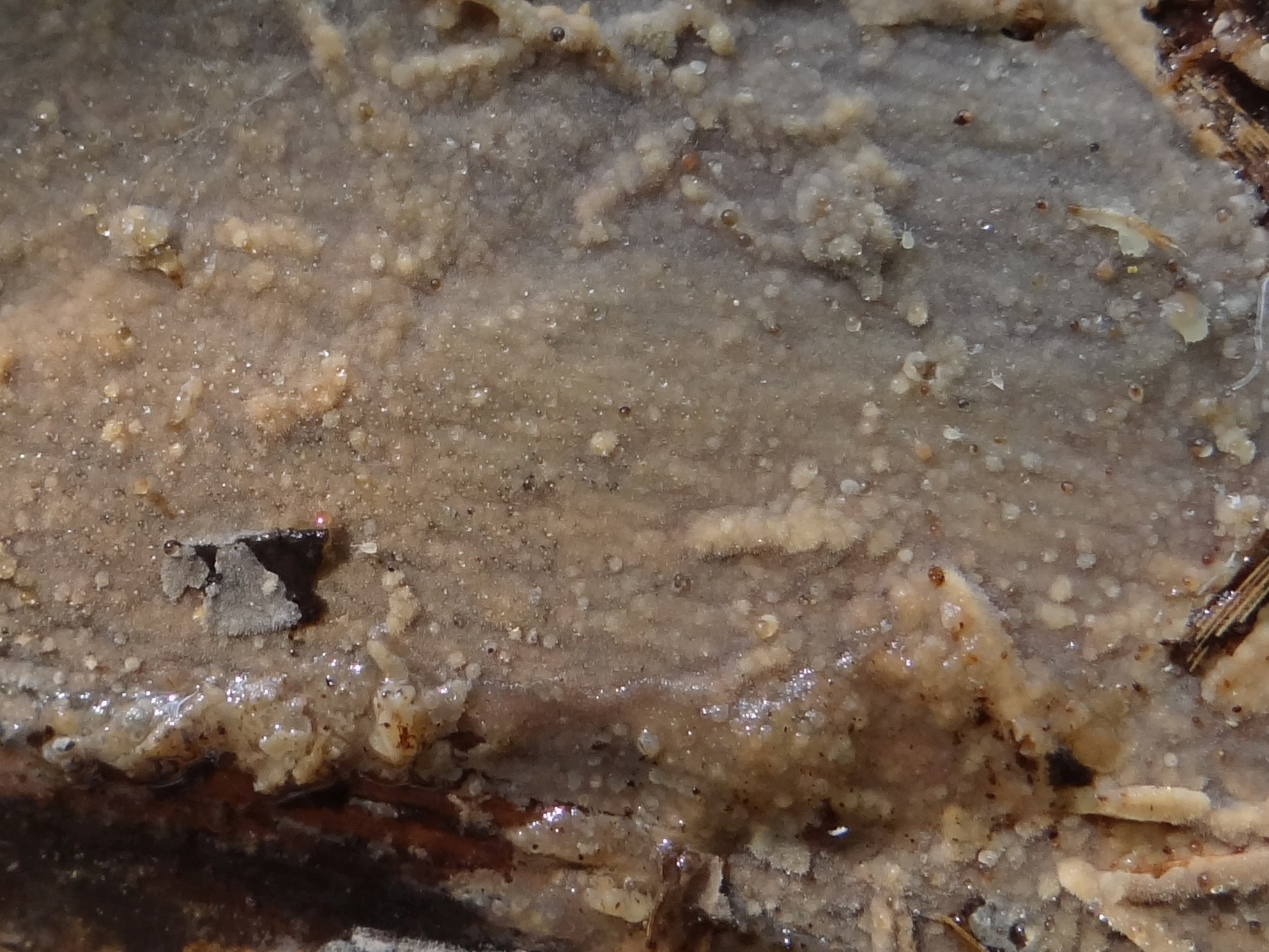

Żylak liliowy (Phlebia lilascens (Bourdot) J. Erikss. & Hjortstam) – gatunek grzybów z rodziny strocznikowatych (Meruliaceae).

## Systematyka i nazewnictwo
Pozycja w klasyfikacji: Phlebia, Meruliaceae, Polyporales, Incertae sedis, Agaricomycetes, Agaricomycotina, Basidiomycota, Fungi.
Po raz pierwszy zdiagnozował go w 1910 r. Hubert Bourdot nadając mu nazwę Corticium lilascens. Obecną, uznaną przez Index Fungorum nazwę nadali mu Ove Erik Eriksson i Kurt Hjortstam w 1981 r.
Synonimy:
- Corticium lilascens Bourdot 1910
- Corticium pallidoincarnatum Litsch. 1941
- Lilaceophlebia lilascens (Bourdot) Spirin & Zmitr 2004
- Phlebia pallidoincarnata (Litsch.) Parmasto 1967

Nazwę polską zaproponował Władysław Wojewoda w 2003 r.

## Morfologia
Owocnik
Jednoroczny, rozpostarty, ściśle przylegający do podłoża, o grubości 0,1–0,4 mm. W stanie świeżym ma woskowatą konsystencję, po wyschnięciu skorupiastą. Powierzchnia brodawkowata, pokryta hymenium o kolorze jasnożółtawym z odcieniem różowym, purpurowym lub jasnobrążowym. Obrzeże rozmyte.
Cechy mikroskopowe;
System strzępkowy monomityczny. Strzępki cienkościenne ze sprzążkami, o średnicy 2–3 um, przy podłożu czasami szersze. Wszystkie strzępki łączą się w gęstą sieć o trudno rozróżnialnej strukturze, szczególnie w materiale zielnikowym. Cystyd brak. Podstawki wąsko maczugowate o rozmiarach 25–28 × 4–5 μm, z 4 sterygmami i sprzążką bazalną. Zarodniki wąsko elipsoidalne, cienkościenne, gładkie, nieamyloidalne.

## Występowanie i siedlisko
Znany jest głównie w Europie, poza tym tylko w stanie Waszyngton w USA. W Europie występuje głównie na Półwyspie Skandynawskim, gdzie miejscami jest częsty, poza tym notowany w Hiszpanii, Francji, Polsce, Danii, Niemczech i Austrii. W piśmiennictwie naukowym na terenie Polski do 2003 r. podano tylko 2 stanowiska. Znajduje się na Czerwonej liście roślin i grzybów Polski. Ma status E – gatunek zagrożony wymarciem którego przeżycie jest mało prawdopodobne, jeśli nadal będą działać czynniki zagrożenia.
Saprotrof. Rozwija się na obumarłym drewnie drzew liściastych i iglastych, głównie na pozbawionym kory, ale także na korze. Występuje głównie w lasach z bogatą florą roślin zielnych.